# Lasius neglectus
Lasius neglectus Van Loon, Boomsma & Andrasfalvy, 1990 è una formica della sottofamiglia Formicinae.
Originaria dell'Asia minore, è stata introdotta accidentalmente dall'uomo in gran parte dell'Europa.

## Descrizione
È una piccola formica di 2.5-3.5 mm, si presenta marrone opaca con appendici marroni chiare.  

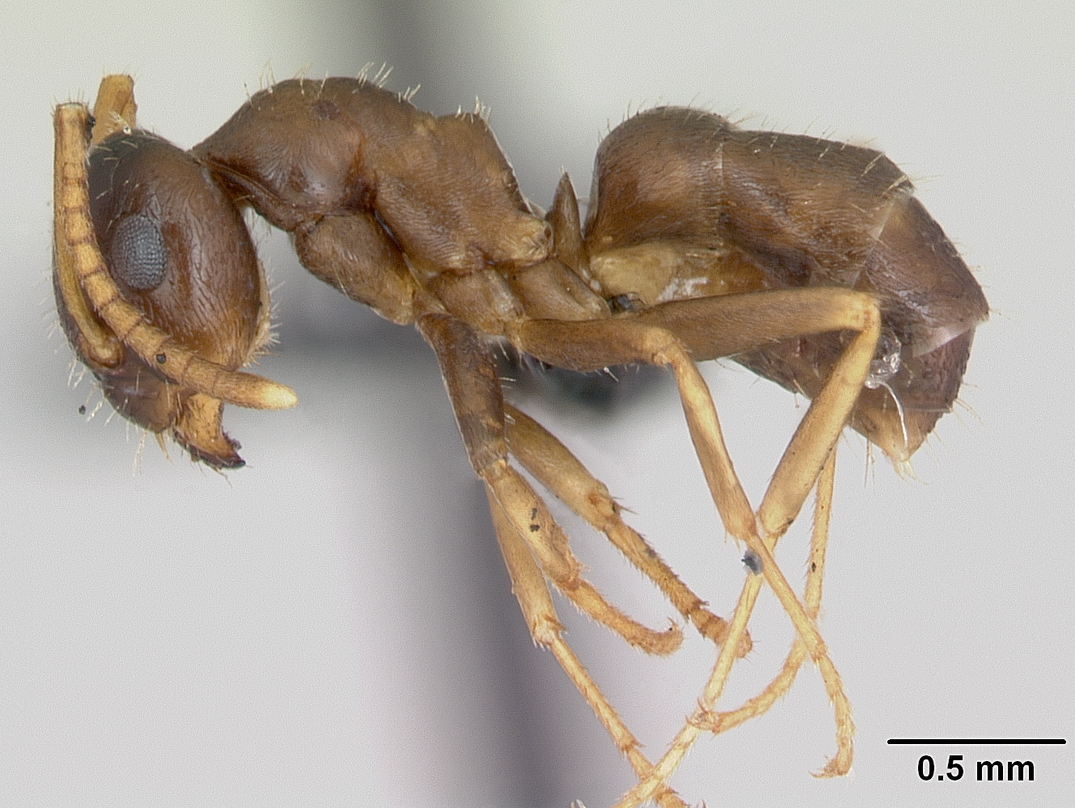
Visione laterale
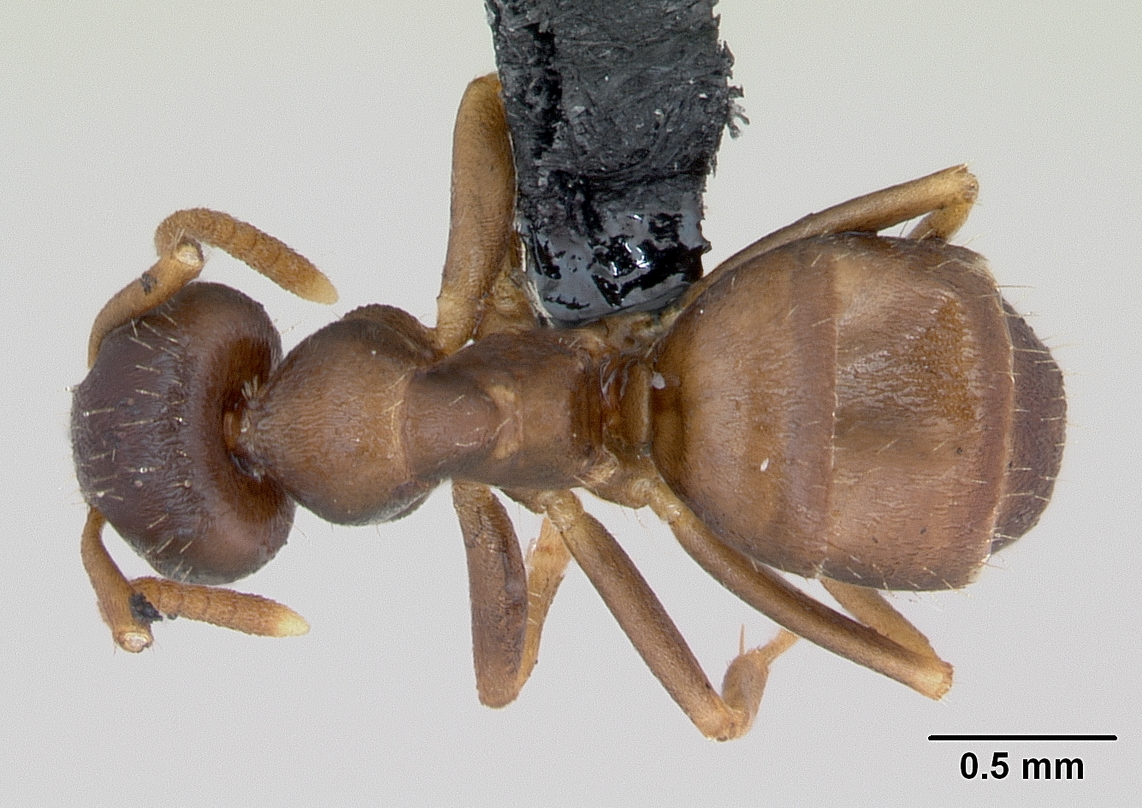
Visione dorsale
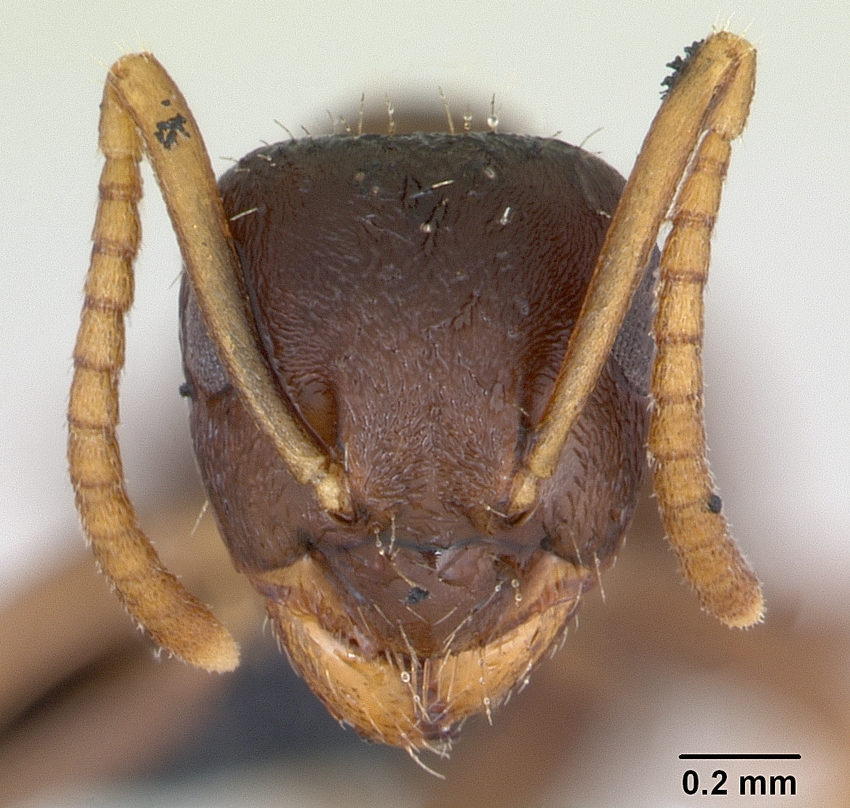
Testa

## Biologia

### Comportamento
È una formica unicoloniale e poliginica, in cui gli accoppiamenti sono intracoloniali e non avvengono voli nuziali. La colonia si espande per gemmazione andando a formare colonie che possono contare anche 35.000 regine e 100 milioni di operaie.

### Alimentazione
L'alimentazione è composta principalmente da sostanze zuccherine prodotte da afidi o da nettare. Si nutre anche di animali, principalmente di artropodi.

## Distribuzione e habitat
Lasius neglectus è originaria dell'Asia minore, probabilmente della Turchia.  Si sta diffondendo con successo in Europa già da 40 anni ma è stata descritta soltanto nel 1990 a Budapest; precedentemente veniva considerata appartenente alla specie Lasius alienus oppure Lasius turcicus.
Ad oggi la sua presenza è accertata dall'Ungheria al Belgio, in Italia, Francia, Spagna, Germania, Grecia, Islanda, Polonia, Bulgaria, Romania, Turchia, Georgia, Kirghizistan, e Isole Canarie.

Nidifica comunemente nel suolo, sotto a pietre, in pendii erbosi o tra le radici degli alberi. Negli habitat in cui è stata introdotta si riscontra la sua presenza in ambienti urbani o ambienti disturbati.

## Impatti
Sono conosciuti vari impatti nell'ambiente di introduzione, sia a livello ecologico che economico. Oltre a mettere a rischio le specie di formiche native per competizione alimentare e di fondazione, essa danneggia anche alberi e culture, a seguito della protezione attiva di varie specie di afidi. Vi sono quindi danni all'agricoltura e sono anche stati segnalati danni a dispositivi elettrici.